# إدوارد بولوك
إدوارد بولوك (بالإنجليزية: Edward Bullock)‏ هو سياسي أمريكي، ولد في 7 ديسمبر 1822، وتوفي في 23 ديسمبر 1861.